# Glyptotendipes foliicola
Glyptotendipes foliicola is een muggensoort uit de familie van de dansmuggen (Chironomidae). De wetenschappelijke naam van de soort is voor het eerst geldig gepubliceerd in 1997 door Contreras-Lichtenberg.